# رشا قنديل
رشا قنديل من مواليد 17 يناير 1979، هي مذيعة مصرية ومقدمة أخبار وبرامج سياسية وحوارية عبر الأثير وعلى شاشة هيئة الإذاعة البريطانية بي بي سي في لندن.

## المسيرة المهنية

### في مصر
بدأت رشا العمل في مجال الصحافة والإعلام منذ أحد عشر عاما بالإذاعة المصرية كقارئة نشرات إخبارية ومذيعة للبرامج السياسية وتتلمذت على أيدي كبار الإذاعيين من بينهم عائشة أبو السعد، محمود سلطان، إكرام شعبان وغيرهم.

### في المملكة المتحدة
بحلول عام 2003؛ انتقلت قنديل للعمل بهيئة الإذاعة البريطانية بالقاهرة تحت قيادة الإعلامي الراحل حسن أبو العلا وذلكَ خلال بداية الحرب على العراق. انتقلت في عام 2005 للعمل في لندن بالقسم الإنجليزي في بي بي سي ثم عادت لإذاعة بي بي سي العربية كمذيعة للأخبار والبرامج السياسية والحوارية بما في ذلك برنامج نقطة حوار وهو برنامج تفاعلي يعرض عبر التلفزيون والإذاعة والإنترنت في نفس الوقت. قدّمت كذلك برنامج أجندة مفتوحة وهو برنامج حواري متعدد الضيوف من ذوي الاتجهات المختلفة ويطرح القضايا المختلفة للبحث والنقاش هذا فضلا عن برنامج العالم هذا المساء وهو برنامج إخباري يومي.